# Mattias Norström
Mattias Erik Johan Norström (* 2. Januar 1972 in Stockholm, Schweden) ist ein ehemaliger Eishockeyspieler. Während seiner Karriere spielte er für die New York Rangers, Los Angeles Kings und Dallas Stars in der National Hockey League. Seit 2011 gehört er dem Verwaltungsrat des AIK Stockholm an.

## Karriere
Der 1,88 m große Verteidiger begann seine Karriere beim AIK Ishockey in der schwedischen Elitserien, bevor er beim NHL Entry Draft 1992 als 48. in der zweiten Runde von den New York Rangers ausgewählt (gedraftet) wurde.
Seine Zeit in New York verbrachte der Linksschütze sowohl bei den Rangers, für die er in der Saison 1993/94 seine ersten NHL-Einsätze bestritt, als auch bei deren damaligem AHL-Farmteam, den Binghamton Rangers. Am 14. März 1996 wurde er schließlich zusammen mit Nathan LaFayette, Ian Laperrière, Ray Ferraro und einem Draftpick im Tausch gegen Marty McSorley, Jari Kurri und Shane Churla zu den Los Angeles Kings transferiert.
In Los Angeles schaffte Norström aufgrund seiner soliden Leistungen schnell den Sprung in den NHL-Stammkader, am 1. Oktober 2001 stieg er schließlich sogar zum Mannschaftskapitän auf, nachdem Teamkollege Rob Blake zu den Colorado Avalanche gewechselt war.

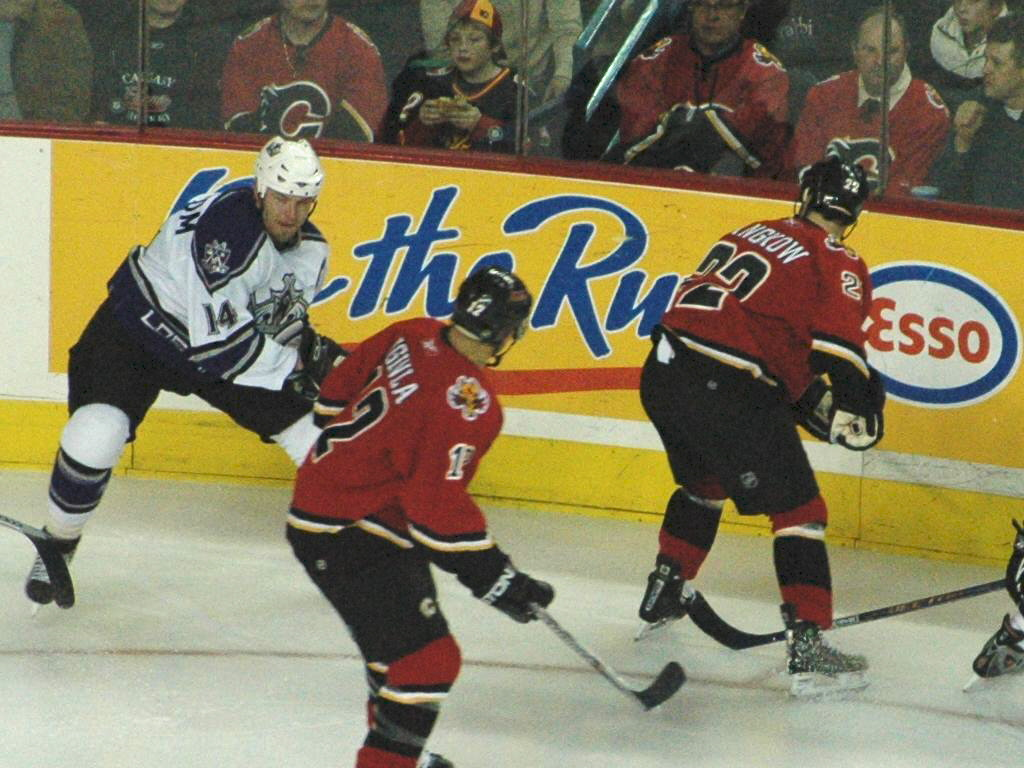
Mattias Norström (li.) in einem Spiel gegen die Calgary Flames

Während des NHL-Lockouts in der Saison 2004/05 kehrte er zu seinem Heimatverein AIK zurück. Da der AIK inzwischen in der Division 1 spielte, verzichtete Norström auf jegliches Gehalt, um seinem Heimatverein zum Aufstieg zu verhelfen. In der Kvalserien schaffte der Verein schließlich den Aufstieg in die HockeyAllsvenskan.
Als Rob Blake am 1. Juli 2006 zu den Kings zurückkehrte, wollte Norström ihm die Funktion des Kapitäns zurückgeben, Blake jedoch lehnte mit der Begründung ab, der Schwede sei der wahre Kapitän und „Herz und Seele“ des Teams. Am 27. Februar 2007 wechselte Norström zusammen mit Konstantin Puschkarjow und zwei Draftpicks im Tausch gegen Jaroslav Modrý, Johan Fransson und drei Draft-Picks zu den Dallas Stars, wo er schließlich im Juni 2008 erklärte, seine aktive Eishockeykarriere zu beenden.
Bei den Olympischen Spielen 2010 war Norström Assistenztrainer der Tre Kronor. Seit 2011 gehört er dem Verwaltungsrat des AIK Stockholm an. In der Saison 2013/14 agierte er zudem ab Mitte der Spielzeit als Assistenztrainer.

### International
Mit der schwedischen Eishockeynationalmannschaft nahm Mattias Norström seit 1996 regelmäßig an Olympischen Spielen und Weltmeisterschaften teil, zu seinen größten Erfolgen gehörten unter anderem die Goldmedaillen bei der WM 1998 und den Olympischen Spielen 2006, wo er jedoch aufgrund einer Verletzung nicht zum Einsatz kam. Weitere Erfolge waren die Silbermedaillen bei den Weltmeisterschaften 1997 und 2003 sowie der dritte Platz beim World Cup of Hockey 1996.

## Erfolge und Auszeichnungen
- 1995 Teilnahme am AHL All-Star Classic
- 1999 Teilnahme am NHL All-Star Game
- 2004 Teilnahme am NHL All-Star Game
- 2005 Aufstieg in die HockeyAllsvenskan mit dem AIK Stockholm

### International
- 1992 Silbermedaille bei der Junioren-Weltmeisterschaft
- 1997 Silbermedaille bei der Weltmeisterschaft
- 1998 Goldmedaille bei der Weltmeisterschaft
- 2003 Silbermedaille bei der Weltmeisterschaft

## Karrierestatistik
(Legende zur Spielerstatistik: Sp oder GP = absolvierte Spiele; T oder G = erzielte Tore; V oder A = erzielte Assists; Pkt oder Pts = erzielte Scorerpunkte; SM oder PIM = erhaltene Strafminuten; +/− = Plus/Minus-Bilanz; PP = erzielte Überzahltore; SH = erzielte Unterzahltore; GW = erzielte Siegtore; 1 Play-downs/Relegation; Kursiv: Statistik nicht vollständig)